# James Greer
James Greer (ook Jim Greer, 1971) is een Amerikaans auteur, muziekjournalist, muzikant en scenarioschrijver. Daarnaast heeft hij enkele korte films en videoclips geregisseerd.

## Biografie
In de vroege jaren 90 was Greer senior editor en senior writer voor het muziektijdschrift Spin. Tussen 1994 en 1996 maakte hij deel uit van de bezetting van de indierockband Guided by Voices. Toen de band in 2004 - voor de eerste keer - werd opgeheven, legde Greer de geschiedenis vast in het boek Guided by Voices: A brief history: Twenty-one years of hunting accidents in the forests of rock and roll dat in 2005 werd uitgebracht.
In 2006 publiceerde Greer twee romans, Artificial light en The failure. Laatstgenoemde werd vertaald naar het Frans en uitgegeven onder de titel L'échec. In 2012 werd hij benaderd door Victor David Giron van de onafhankelijke uitgeverij Curbside Splendor. Giron nodigde Greer uit om een optreden te verzorgen op een conventie. Dit leidde tot het oprichten van de band DTCV, samen met de Franse zangeres Guylaine Vivarat. Nog datzelfde jaar verscheen hun debuutalbum op lp.
In 2013 volgde een nieuwe publicatie, Everything flows, een verzameling van korte verhalen.
Sinds 2001 heeft Greer als (co-)scenarioschrijver gewerkt aan films als Max Keeble's big move (2001), Just my luck (2006), The spy next door (2010) en Unsane (2018).